# Pokolj u Trusini
Pokolj nad Hrvatima u selu Trusina je naziv za događaje od 16. travnja 1993. i neposredno nakon toga u širem području sela Trusina kada je stradalo šest hrvatskih bojovnika i šesnaest civila u sukobu Armije RBiH i HVO.

## Tijek događaja
Selo Trusina se nalazi u općini Konjic u BiH. Između 8 i 9 sati ujutro 16. travnja počele su borbe između Armije BiH i HVO. Nakon prvih nekoliko sati postrojba Armije BiH pod zapovjedništvom Zulfikara Ališpage probila je hrvatsku obranu i tom prilikom zarobila hrvatske bojovnike. Osam pripadnika HVO-a je postrojeno i strijeljano, a 16 civila je ubijeno na raznim lokacijama. Preostali civili, uglavnom žene i djeca su bili zatočeni u nekoliko privatnih kuća, a poslije su pušteni da odu iz sela.
Počinitelji su pripadnici postrojbe "Zulfikar".
U ovim događajima je ubijeno ukupno 24 Hrvata. Ubijeno je 19, ranjeno četvero hrvatskih civila, a među stradalima je bilo i dvoje djece, starosti dvije i četiri godine. Ubijena su i tri vojnika Hrvatskog vijeća obrane (HVO), koji su se prethodno predali.
Za razliku od pokolja nad Bošnjacima u Ahmićima koji se dogodio baš isti dan, i gdje se promptno pojavio UNPROFOR i snimateljske postave velikih svjetskih televizijskih postaja, mučki ubijeni Hrvati sela Trusina nisu nikad dočekali takvo medijsko pokriće.
Medijsko pokriće se nije promijenilo ni poslije, kada su 14. studenog 1994., 570 dana poslije ratnog zločina, preneseni posmrtni ostatci ubijenih Hrvata na katoličko groblje Jedinice u Ljutom Docu, odnosno groblju Kraljevine. Jedan ubijeni nije prenesen, jer su ga ratni zločinci ubili tako da je on izgorio s vlastitom kućom.
2004. godine je izgrađen skromni spomenik, no bez ikakve naznake da se radi o osobama koje su ubijene zato što su Hrvati.

## Istraga i suđenja
U svezi s ovim zločinom bosanskohercegovačka policija sredinom rujna počela je s uhićenjima osumnjičenika za zločin, među kojima su Mustafa Buturović, Jusuf Hadžajlija, Nusret Avdibegović, Senad Memić, Salko Gušić, Sefer Halilović, Nedžad Hodžić zvani Džon Vejn, Mensur Memić Menta, Dževad Salčin Struja i Senad Hakalović. U svezi s ovim zločinom bosanskohercegovačka policija uhitila je prosinca 2009. jednog bošnjačkog časnika zbog ovog zločina. 22. ožujka 2010. bosanskohercegovačka policija uhitila je bivšega zapovjednika bošnjačkih snaga zbog njegove uloge u ubojstvu 19 hrvatskih civila u Trusini. Prema navodima, uhićen je jer "kao viši časnik, koji je znao da su članovi njegove brigade počinili zločin, nije učinio ništa da bi kaznio počinitelje". Hakalović je zapovijedao dvjema brigadama čijim članovima optužnica pripisuje krivnju. U veljači je policija uhitila i zapovjednika druge brigade, Zulfikara Ališpage.
Prema kazivanjima svjedoka na suđenju za ratne zločine Mensuru Memiću, Dževadu Salčinu, Nedžadu Hodžiću, Nihadu Bojadžiću i Zulfikaru Ališpagi - koji su 1993. godine bili pripadnici jedinice "Zulfikar" optuženih za ratne zločine tijekom 2011. i 2012. godine, snage Armije RBiH su bile vrlo nadmoćne nad slabom stražom HVO koja je čuvala selo, te su se 4 pripadnika HVO predala nakon što su shvatili da su pripadnici Armije RBiH ušli u selo i zarobili sve civile. Sva četvorica zarobljenih pripadnika HVO je strijeljano, a pobijeno je još 18 civila.
U travnju 2012. godine je - nakon što je priznala krivnju - za ratni zločin protiv ratnih zarobljenika i civila osuđena Rasema Handanović, pripadnica jedinice "Zulfikar" i sudionica zločina u Trusini. Uzevši u obzir da je u trenutku zločina imala svega 21 godinu i da je djelovala prema naredbama i da iskazuje žaljenje, sud ju je osudio je na pet godina zatvora;  a jedan od razloga za nisku kaznu je i njeno pristajanje da svjedoči protiv ostalih osumnjičenih za zločin u Trusini.
Nakon pet godina suđenja Sud BiH rujna 2015. osudio je za ratni zločin nad hrvatskim civilima i pripadnicima HVO u selu Trusini Nedžada Hodžića na 12 i Mensura Memića na 10 godina zatvora, te prethodno Edin Džeko na 13 godina i Rasema Handanović "Zolja" na 5,5 godina zatvora - nakon što je priznala krivnju. Zbog bolesti optuženog Zulfikara Ališpage, zapovjednika postrojbe Zulfikar, suđenje mu je razdvojeno. 2015. godine je Sud BiH izrekao je ratnom zamjeniku zapovjedniku postrojbe Zulfikar Armije RBiH Nihadu Bojadžiću kaznu od 15 godina zatvora, a žalbeno vijeće je u siječnju 2017. potvrdilo presudu. Nihad Bojadžić je 2016.godine nepravomoćno osuđen na godinu dana zatvora zbog zločina nad hrvatskim zarobljenicima u Jablanici.

## Sjećanje na žrtve
14. travnja 2017., UDIK je predstavio knjigu o pokolju u Trusini. Predsjednik UDIK-a, Edvin Kanka Ćudić, izjavio je tom prilikom:
»Mi smo željeli da stavimo trajni zapis svega onoga što se dogodilo a ustvari da ponudimo široj javnosti Bosne i Hercegovine, sud o tome zločinu, odnosno nemogućnost zaboravljanja takvog zločina jer morate znati da je Trusina nekako kada su u pitanju zločini u Bosni i Hercegovini dosta zanemarena, odnosno da nema tu mnogo polemike i diskusije što se tiče toga zločina.«

## Djela na ovu temu
- Edvin Kanka Ćudić: Ratni zločin u Trusini - Presude, UDIK, 2017., ISBN 978-9926-8011-6-8

## Vanjske poveznice
- HIC  Arhivirana inačica izvorne stranice od 3. ožujka 2008. (Wayback Machine) Konjic
- Kronologija hrvatsko-muslimanskog sukoba  Arhivirana inačica izvorne stranice od 30. prosinca 2008. (Wayback Machine)